# Henry Kunkel
Pour les articles homonymes, voir Kunkel.
Henry George Kunkel (9 septembre 1916 à Brooklyn - 15 décembre 1983) est un immunologiste américain, connu pour ses découvertes dans la recherche fondamentale en immunologie, en particulier sa contribution au développement de l'immunologie clinique. Il est qualifié de "père de l'immunopathologie" .

## Biographie
Le père de Kunkel, Louis O. Kunkel, est professeur de pathologie végétale à l'Université Rockefeller. Kunkel grandit à Yonkers (New York) et à Princeton. Il étudie à l'Université de Princeton (BA 1938) et à la Johns Hopkins University Medical School (MD 1942).
Après avoir travaillé deux ans à l'hôpital Bellevue de New York, il devient en 1944 médecin de l'US Navy et participe au débarquement en Italie. Il s'intéresse aux maladies de l'hépatite dans le cadre du programme de recherche sur l'hépatite de la marine américaine, et après la guerre, il poursuit son travail au Rockefeller Institute and Hospital de New York. En 1947, il y devient assistant chercheur, de 1949 à 1952 il y sert comme chercheur, et passe le reste de sa carrière à l'université Rockefeller.
En 1962, il obtient el Prix international de la Fondation Gairdner, le Prix Passano, le Prix Avery-Landsteiner et le Prix Albert-Lasker pour la recherche médicale fondamentale en 1975, le Prix Louisa-Gross-Horwitz de l'Université Columbia en 1977 et la Médaille Jessie Stevenson Kovalenko en 1979.